# Maraaya
Maraaya es el nombre de un dúo esloveno compuesto por la cantante y compositora Marjetka Vovk y el autor y productor Raay (Aleš Vovk, 7 de julio de 1984). El nombre del grupo es la combinación de los nombres de sus integrantes, asimismo su pronunciación en la lengua eslovena significa "Ella tiene a Raay". Ambos miembros llevan 5 años casados y tienen 2 hijos, escriben canciones, componen música y desarrollan su propio estilo Indie pop con algunos elementos del soul.

## Carrera musical
Aleš Vovk, más conocido como Raay, es uno de los productores más prolíficos de Eslovenia y su historial profesional de más de 10 años incluye unas 300 canciones. Ha colaborado con diversos artistas de dicho país, y una de sus obras más conocidas es precisamente la composición que representó a Eslovenia en el Festival de la Canción de Eurovisión 2014, "Spet (Round & Round)", interpretada por Tinkara Kovač. Asimismo, Raay ha estado involucrado en siete canciones más que fueron candidatas en el EMA, la preselección eslovena para el festival internacional: Maja Slatinsek y Zana (2004), Manca Spik y Turbo Angels (2008), TAngels y Sasa Zamernik (2010) y April (2011). Además, fue jurado en el Misija Eurovizija 2012.
Por su parte, Marjetka se graduó en la Academia de Música de Ljubljana, y luego de ello empezó como cantante de estudio, donde tuvo la oportunidad de trabajar para diferentes artistas, experimentando distintos estilos musicales. Mientras era profesora de canto para adolescentes, al mismo tiempo seguía recibiendo clases de música para perfeccionar su técnica vocal.
Marjetka y Raay ya cantaron juntos en el período de 2005 al 2009 en el grupo Turbo Angels, y en 2010 en su posterior spin-off TAngels. Actualmente, el grupo Maraaya están trabajando en el lanzamiento de su álbum debut y para ello estrenaron en abril de 2014 el sencillo "Lovin' Me", que llegó a los mercados de Italia, Bélgica, Polonia, Alemania, Austria, Suiza y España. Se incluyó en varios recopilatorios como el "Bravo Hits – Winter 2015" y alcanzó el puesto 4 en iTunes Bélgica y el 9º en Italia, además de convertirse en un éxito en las pistas de baile alemanas.

En noviembre de 2014, Maraaya colaboró en la canción "Rain in Your Eyes" de LukeAT; también coescribió y produjo la música de "My Way Is My Decision", una canción de éxito internacional interpretada por la cantante eslovena Tina Mazey; y fueron escritores y compositores de la canción "Nisi sam/Your Light" interpretada por Ula Ložar para el Festival de la Canción de Eurovisión Junior 2014.

## Festival de Eurovisión 2015
El tema "Here for You", que forma parte de los 4 singles preparados para el nuevo álbum en el que están trabajando, fue presentado al EMA 2015, concurso por el cual se elige al representante de Eslovenia en Eurovisión. El 28 de febrero de 2015 se llevó a cabo la final, del cual salieron victoriosos gracias al apoyo masivo del público. De esta manera, se convirtieron en los representantes de su nación para el Festival de la Canción de Eurovisión 2015, que se celebró el 19, 21 y 23 de mayo en Viena, Austria.

## Discografía

### Singles
| Año  | Título         | Álbum       |                       |
| ---- | -------------- | ----------- | --------------------- |
| 2014 | "Lovin' Me"    | Solo single |                       |
| 2015 | "Here for You" | Solo single |                       |
| 2015 | "Living again" | 2016        | "Nothing Left For Me" |